# Ryder Cup 1989
La 28ª edizione della Ryder Cup si è tenuta al The Belfry nel paese di Whishaw, Warwickshire, dal 22 al 24 settembre 1989.
Per la seconda volta nella storia della competizione, il confronto terminò in pareggio (14-14), perciò l’Europa mantenne la coppa in virtù della vittoria ottenuta nell’edizione del 1987. Il singolare tra José María Cañizares e Ken Green, in quanto assicurò all’Europa il quattordicesimo punto prima che gli Stati Uniti vincessero gli ultimi quattro incontri.

## Formato
La Ryder Cup è un torneo match play, in cui ogni singolo incontro vale un punto. Il formato dell'edizione 1989 era il seguente:
- I Giornata (Venerdì) – 4 incontri "foursome" (colpi alternati) nella sessione mattutina e 4 incontri "fourball" (la migliore buca) nella sessione pomeridiana.
- II Giornata (Sabato) – 4 incontri "foursome" nella sessione mattutina e 4 incontri "fourball" nella sessione pomeridiana.
- III Giornata (Domenica) – 12 incontri singolari.

Ogni incontro si disputa su un massimo di 18 buche. La vittoria di ogni incontro assegna un punto, nel caso di parità del match si assegna ½ punto a ciascuno, per un totale di 28 punti disponibili. 14½ punti sono necessari per vincere, ma 14 punti (ovvero un pareggio) sono sufficienti alla squadra che difende per mantenere la coppa.

## Squadre
| Europa               |     |                  |                     |                                        |
| Nome                 | Età | Punti classifica | Classifica mondiale | Note                                   |
| Tony Jacklin         | 45  |                  |                     | Capitano non-giocatore                 |
| Ronan Rafferty       | 25  | 1                | 26                  | Esordio nella Ryder Cup                |
| Mark James           | 35  | 2                | 35                  | 4ª partecipazione                      |
| José María Olazábal  | 23  | 3                | 9                   | 2ª partecipazione                      |
| Nick Faldo           | 32  | 4                | 3                   | 7ª partecipazione                      |
| Ian Woosnam          | 31  | 5                | 6                   | 4ª partecipazione                      |
| Gordon Brand Jnr     | 31  | 6                | 47                  | 2ª partecipazione                      |
| Seve Ballesteros     | 32  | 7                | 2                   | 5ª partecipazione                      |
| Sam Torrance         | 36  | 8                | 48                  | 5ª partecipazione                      |
| José María Cañizares | 42  | 9                | 59                  | 4ª partecipazione                      |
| Bernhard Langer      | 32  | 10               | 18                  | Scelta del capitano, 5ª partecipazione |
| Christy O'Connor Jnr | 41  | 12               | 71                  | Scelta del capitano, 2ª partecipazione |
| Howard Clark         | 35  |                  | 64                  | Scelta del capitano, 5ª partecipazione |

| Stati Uniti       |     |                  |                     |                                        |
| Nome              | Età | Punti classifica | Classifica mondiale | Note                                   |
| Raymond Floyd     | 47  |                  |                     | Capitano non-giocatore                 |
| Mark Calcavecchia | 29  | 1                | 5                   | 2ª partecipazione                      |
| Curtis Strange    | 34  | 2                | 4                   | 4ª partecipazione                      |
| Chip Beck         | 33  | 3                | 10                  | Esordio nella Ryder Cup                |
| Payne Stewart     | 32  | 4                | 7                   | 2ª partecipazione                      |
| Tom Kite          | 39  | 5                | 8                   | 6ª partecipazione                      |
| Paul Azinger      | 29  | 6                | 13                  | Esordio nella Ryder Cup                |
| Fred Couples      | 29  | 7                | 15                  | Esordio nella Ryder Cup                |
| Ken Green         | 31  | 8                | 24                  | Esordio nella Ryder Cup                |
| Mark O'Meara      | 32  | 9                | 22                  | 2ª partecipazione                      |
| Mark McCumber     | 38  | 10               | 17                  | Esordio nella Ryder Cup                |
| Tom Watson        | 40  |                  | 19                  | Scelta del capitano, 4ª partecipazione |
| Lanny Wadkins     | 39  |                  | 28                  | Scelta del capitano, 6ª partecipazione |

## Risultati

### I sessione
Foursome
| Europa (bandiera)    | Risultati | Stati Uniti (bandiera) |
| -------------------- | --------- | ---------------------- |
| Faldo/Woosnam        | pareggio  | Kite/Strange           |
| Clark/James          | 1 up      | Wadkins/Stewart        |
| Ballesteros/Olazábal | pareggio  | Watson/Beck            |
| Langer/Rafferty      | 2 & 1     | Calcavecchia/Green     |
| 1                    | Sessione  | 3                      |
| 1                    | Totale    | 3                      |

### II sessione
Four-ball
| Europa (bandiera)    | Risultati | Stati Uniti (bandiera) |
| -------------------- | --------- | ---------------------- |
| Torrance/Brand       | 1 up      | Strange/Azinger        |
| Clark/James          | 3 & 2     | Couples/Wadkins        |
| Faldo/Woosnam        | 2 up      | Calcavecchia/McCumber  |
| Ballesteros/Olazábal | 6 & 5     | Watson/O'Meara         |
| 4                    | Sessione  | 0                      |
| 5                    | Totale    | 3                      |

### III sessione
Foursome
| Europa (bandiera)    | Risultati | Stati Uniti (bandiera) |
| -------------------- | --------- | ---------------------- |
| Woosnam/Faldo        | 3 & 2     | Wadkins/Stewart        |
| Brand/Torrance       | 4 & 3     | Beck/Azinger           |
| O'Connor/Rafferty    | 3 & 2     | Calcavecchia/Green     |
| Ballesteros/Olazábal | 1 up      | Kite/Strange           |
| 2                    | Sessione  | 2                      |
| 7                    | Totale    | 5                      |

### IV sessione
Four-ball
| Europa (bandiera)    | Risultati | Stati Uniti (bandiera) |
| -------------------- | --------- | ---------------------- |
| Faldo/Woosnam        | 2 & 1     | Beck/Azinger           |
| Langer/Cañizares     | 2 & 1     | Kite/McCumber          |
| Clark/James          | 1 up      | Stewart/Strange        |
| Ballesteros/Olazábal | 4 & 2     | Calcavecchia/Green     |
| 2                    | Sessione  | 2                      |
| 9                    | Totale    | 7                      |

### V sessione
Singoli
| Europa (bandiera)    | risultati | Stati Uniti (bandiera) |
| -------------------- | --------- | ---------------------- |
| Seve Ballesteros     | 1 up      | Paul Azinger           |
| Bernhard Langer      | 3 & 2     | Chip Beck              |
| José María Olazábal  | 1 up      | Payne Stewart          |
| Ronan Rafferty       | 1 up      | Mark Calcavecchia      |
| Howard Clark         | 8 & 7     | Tom Kite               |
| Mark James           | 3 & 2     | Mark O'Meara           |
| Christy O'Connor Jnr | 1 up      | Fred Couples           |
| José María Cañizares | 1 up      | Ken Green              |
| Gordon Brand Jnr     | 1 up      | Mark McCumber          |
| Sam Torrance         | 3 & 1     | Tom Watson             |
| Nick Faldo           | 1 up      | Lanny Wadkins          |
| Ian Woosnam          | 2 up      | Curtis Strange         |
| 5                    | Sessione  | 7                      |
| 14                   | Totale    | 14                     |